# Yad Vashem
Yad Vashem (יד ושם, un monument et un nom) est un mémorial israélien situé à Jérusalem, construit en mémoire des victimes juives de la Shoah perpétrée par les nazis pendant la Seconde Guerre mondiale. Le Parlement israélien, la Knesset, a décidé sa construction en 1953 en votant la loi du mémorial. Il se trouve dans la forêt de Jérusalem, sur le versant ouest du mont Herzl (mont du Souvenir) à 804 mètres d'altitude.
Le nom Yad Vashem provient du Livre d'Isaïe : « Je leur donnerai dans ma maison et dans mes murs un monument et un nom [yad vashem] meilleurs que des fils et des filles ; je leur donnerai un nom pour toujours, il ne sera jamais retranché » (Isaïe 56:5).

## Mission
La loi de 1953 énonce que « Yad Vashem a pour mission de rassembler sur le sol de la patrie, les souvenirs de tous ces membres du peuple juif qui ont péri et sacrifié leur vie, qui ont combattu et qui se sont soulevés contre l'ennemi nazi et ses complices, d’élever un mémorial en leur mémoire et en mémoire des communautés, organisations et institutions qu’en raison de leur appartenance au peuple juif, l’oppresseur a vouées à une destruction totale et de perpétuer le souvenir des Justes des nations »[source secondaire nécessaire].

## Organisation du mémorial

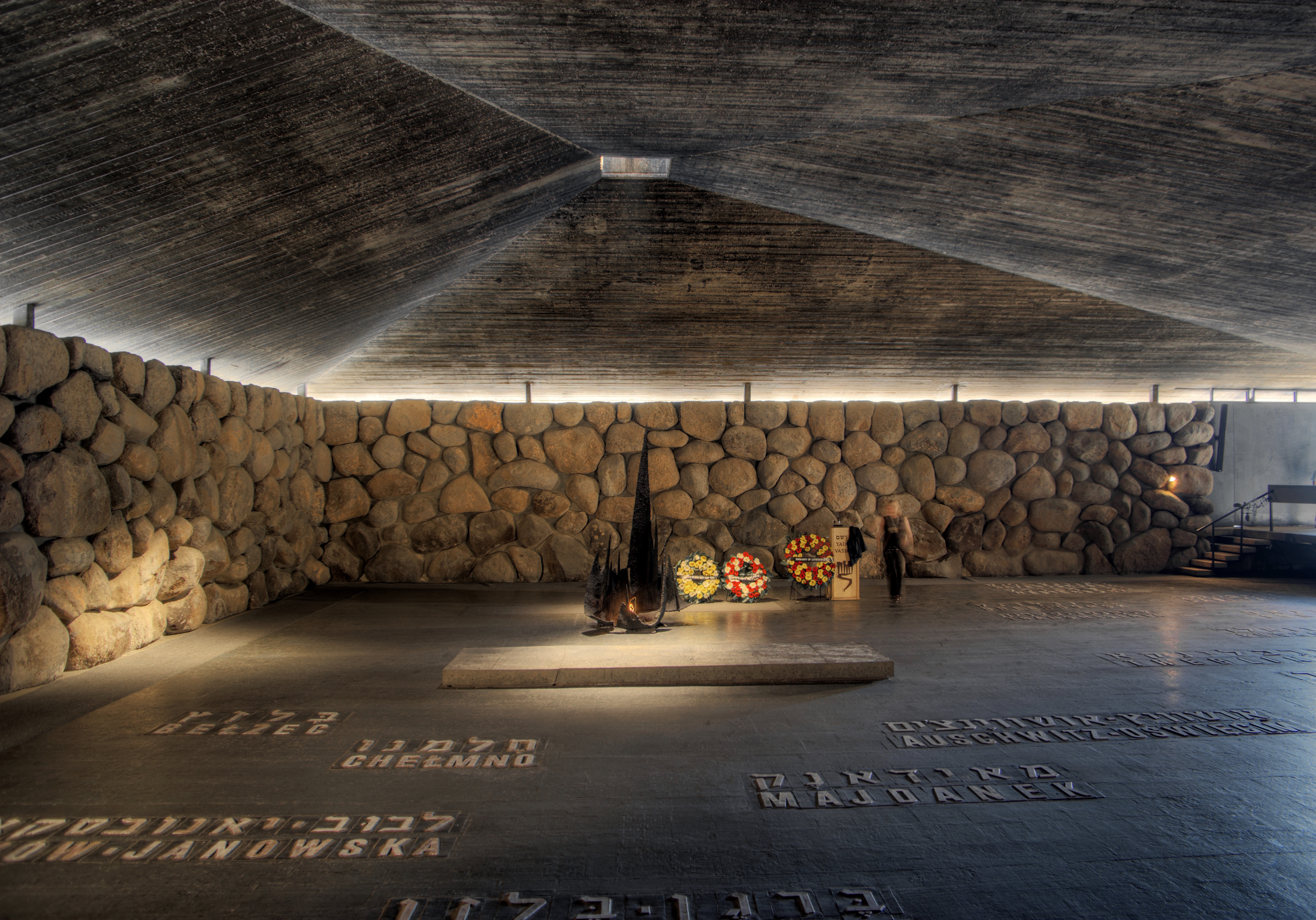
Salle de la mémoire.

Ce mémorial couvre tout le sommet d'une colline à l'ouest de Jérusalem, un peu à l'écart de la ville. On y accède par un portail monumental rappelant ceux qui se trouvaient à l'entrée des camps. Il consiste en plusieurs bâtiments et jardins extérieurs :
- une salle de la mémoire ;
- un musée historique ;
- une galerie d'art ;
- des archives ;
- la « Vallée des communautés détruites » ;
- le Hall des noms ;
- le mémorial des enfants ;
- un centre éducatif. L'École internationale d'études de la Shoah[2] a intégré un bâtiment neuf comportant dix-sept salles de classe, un centre multimédia, un espace d'exposition. Lors des sixièmes rencontres internationales d'études de la Shoah, plus de sept-cents éducateurs de cinquante-deux pays se sont rassemblés pour confronter leurs expériences lors d'ateliers et rencontres avec des survivants, dont Batsheva Dagan, survivante de Ravensbrück et d'Auschwitz[3]. Le Service autrichien de la Mémoire soutient le Mémorial de Yad Vashem en y envoyant ses collaborateurs.

### Directeurs
Avner Shalev dirige Yad Vashem pendant 17 ans, entre 2003 et 2020.
En 2020 est choisi par le gouvernement pour diriger Yad Vashem l'homme politique d’extrême droite Effi Eitam, ancien officier supérieur de l'armée israélienne, colon, réputé pour avoir tenu des propos xénophobes, choix qui suscite une vive controverse, le mémorial étant jusqu'alors dirigé par des personnalités apolitiques et consensuelles. L'historienne Deborah E. Lipstadt s'oppose notamment à cette proposition en déclarant : « C'est plus qu'une erreur colossale – c'est une tragédie ». Quant à l'historien Israël Bartal, il menace, dans le cas de cette nomination, de mettre fin à tout contact avec l'institut de recherches du mémorial,. Au 30 novembre 2020, la proposition du Premier ministre n'est pas retirée, à un moment où le mémorial connaît des difficultés financières liées à la pandémie de Covid-19.
Dani Dayan (en), colon, ancien dirigeant du Conseil de Yesha, la fédération des municipalités de colonies juives de Cisjordanie,, est nommé à la tête de Yad Vashem le 22 août 2021,.

### Jardin des Justes
Des personnes non juives sont également honorées à Yad Vashem : les « Justes parmi les nations ». Ils ont sauvé des Juifs pendant la guerre, souvent au péril de leur vie. Tout un village français, Le Chambon-sur-Lignon, est honoré par un jardin et une stèle. Ses habitants avaient fait de leur village un refuge pour les Juifs fuyant les Nazis[source secondaire nécessaire].
Environ vingt mille personnes, vivantes ou décédées, sont honorées comme « Justes parmi les nations »[source secondaire nécessaire].

### Nouveau musée

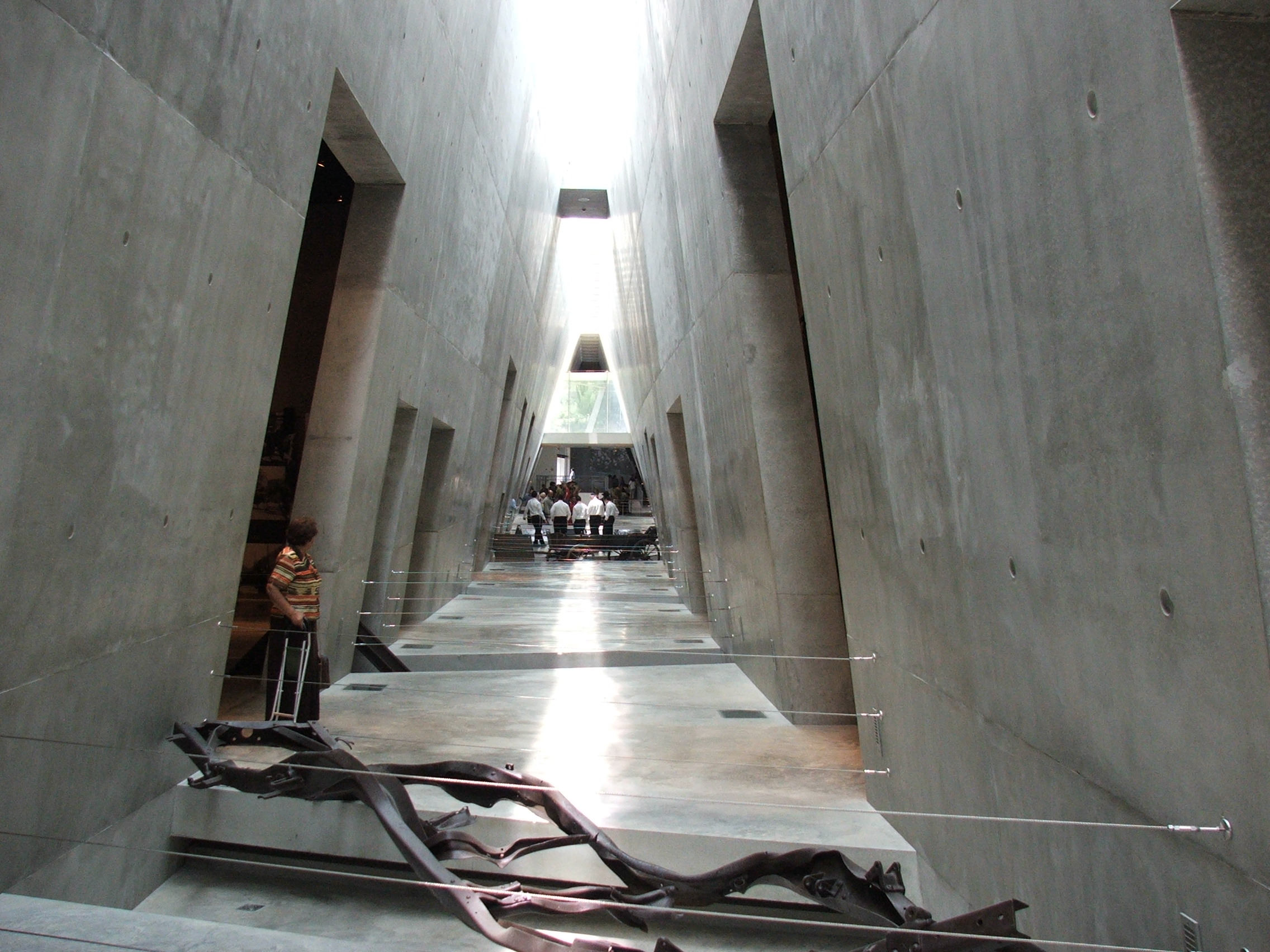
Intérieur du nouveau bâtiment triangulaire inauguré en 2005.

La galerie - prisme.

En mars 2005, un nouveau bâtiment est inauguré en présence de plusieurs chefs d'État et de gouvernement et de l'ancien secrétaire général de l'ONU, Kofi Annan.
Le nouveau musée de l'histoire de la Shoah, conçu par Moshe Safdie, a la forme d'un prisme triangulaire en béton qui traverse le sommet du mont de part en part, et qui est donc seulement éclairé par son puits de lumière de 200 mètres de long. Les visiteurs suivent un parcours prédéterminé qui leur fait emprunter successivement des galeries thématiques latérales de part et d’autre du prisme central. Safdie est aussi l'architecte du Mémorial des enfants (en) et de celui aux déportés, un wagon à bestiaux au-dessus du vide.
Les portes monumentales sont l'œuvre du sculpteur David Palombo (1920–1966).

### Archives
Les archives de Yad Vashem, qui ont été officiellement ouvertes en 1946, contiennent quelque 180 millions de documents, soit la plus grande collection au monde de documents sur la Shoah.
Yad Vashem a permis d'apprendre que des personnes qu'on croyait avoir été tuées pendant la guerre avaient en réalité survécu. Deux familles juives de Varsovie, celle de Nisan Band et celle de sa sœur Jenta, épouse Bor(e)nstein, passèrent toutes deux les années de guerre en Union soviétique. Après la libération, chacune des deux familles pensait que l'autre avait été tuée par les nazis. Nisan Band resta en Union soviétique jusqu'à sa mort en 1983, persuadé qu'à part lui, sa femme et ses enfants, toute sa famille avait été exterminée. En 1948, Jenta Band et son époux Symcha Bor(e)nstein émigrèrent en Israël avec leurs enfants. Symcha Bor(e)nstein témoigna au Yad Vashem que son beau-frère Nisan Band était à mettre au nombre des victimes de la Shoah. Les enfants de Nisan Band, eux, émigrèrent en Israël dans les années 1990. En 2016, ils eurent la surprise de constater que leur père, mort en 1983, était porté victime de la Shoah au Yad Vashem. Il s'enquirent de l'identité du déclarant et c'est ainsi que chaque famille sut que l'autre n'avait pas été tuée. Henia Moskowitz, fille des époux Borenstein, a déclaré : « J'ai grandi dans la croyance que toute notre parentèle avait été assassinée en Pologne. Mes parents ne parlaient jamais de la Shoah ni de leurs vies passées »,,.
Le 17 août 1986, le Jerusalem Post publie un article selon lequel Shmuel Krakowski, directeur de Yad Vashem, lui a déclaré que plus de la moitié des 20 000 témoignages de survivants de l'Holocauste enregistrés à Yad Vashem ne sont pas dignes de foi (« unreliable »). Shmuel Krakowski envoie au journal un démenti qui est publié le 22 août.

### Autour de Yad Vashem

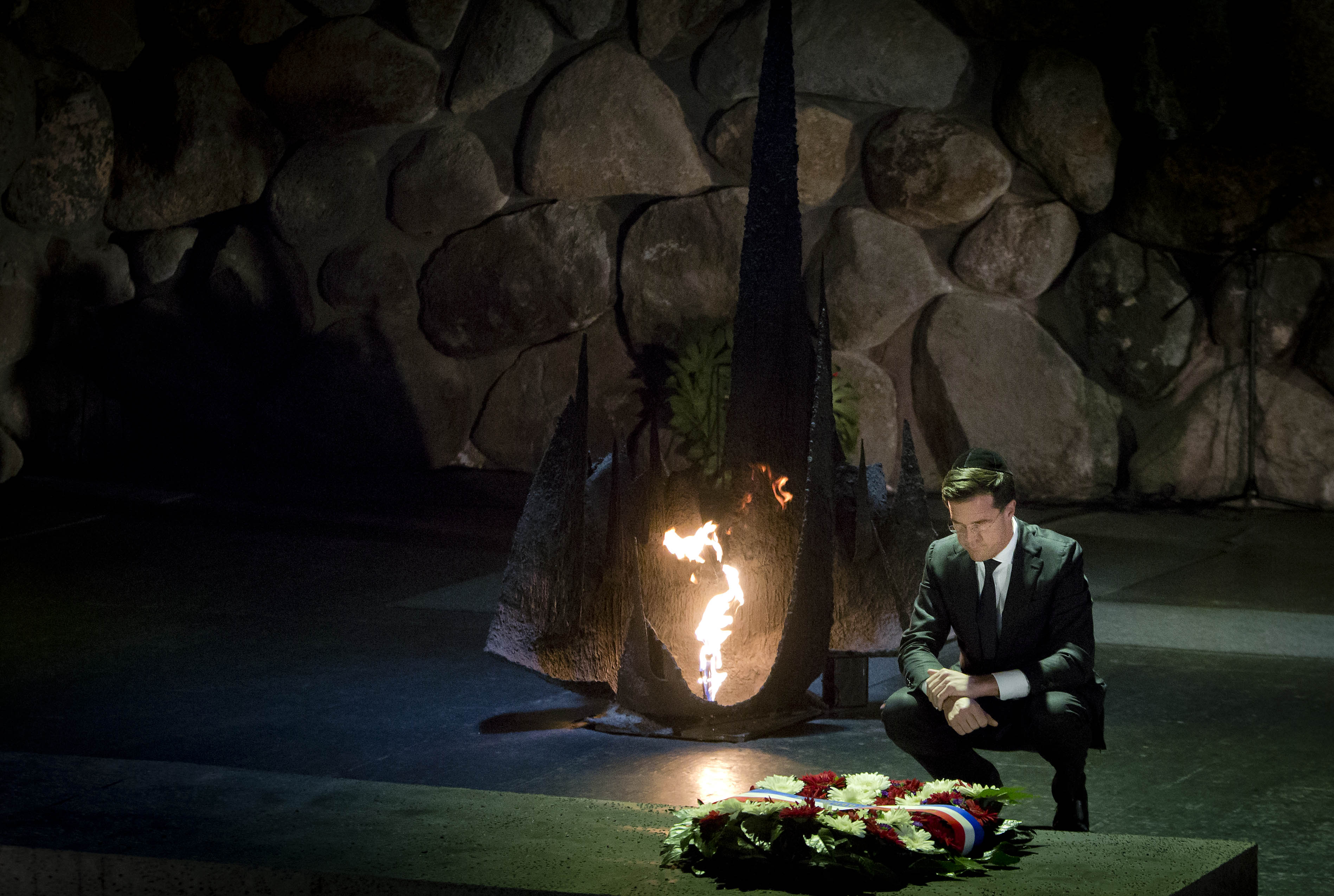
Au cours de sa visite d'État en Israël en 2013, le Premier ministre des Pays-Bas Mark Rutte est venu se recueillir au mémorial.

Yad Vashem avait choisi, pour clore son circuit sur les camps de concentration, le « Kaddish » qui termine Le Dernier des Justes d'André Schwarz-Bart (« Et loué. Auschwitz. Soit. Majdanek. L’Éternel. Treblinka. Et loué. Buchenwald. Soit. Mauthausen. L’Éternel. Belzec. Et loué. Sobibor. Soit. Chełmno. L’Eternel. Ponary. Et loué. Theresienstadt. Soit. Varsovie. L’Éternel. Vilno. Et loué. Skaryzko. Soit. Bergen-Belsen. L’Éternel. Janow. Et loué. Dora. Soit. Neuengamme. L’Éternel. Pustkow. Et loué… »). Ce « Kaddish » est aujourd'hui inscrit en lettres géantes sur un mur du nouveau musée inauguré en 2005.

## Prises de position
Yad Vashem a longtemps condamné publiquement l'attitude du pape Pie XII pendant la Shoah, qui ne condamna pas explicitement les pratiques du IIIe Reich mais aida au sauvetage de Juifs,. En 2012, cette condamnation a été nuancée,,.

## Critiques
En 2012, Amos Goldberg juge que « Yad Vashem contribue à entretenir une culture victimaire qui sert d'outil extrêmement puissant et très utile diplomatiquement pour maintenir l'occupation de la Palestine ».

## Galerie

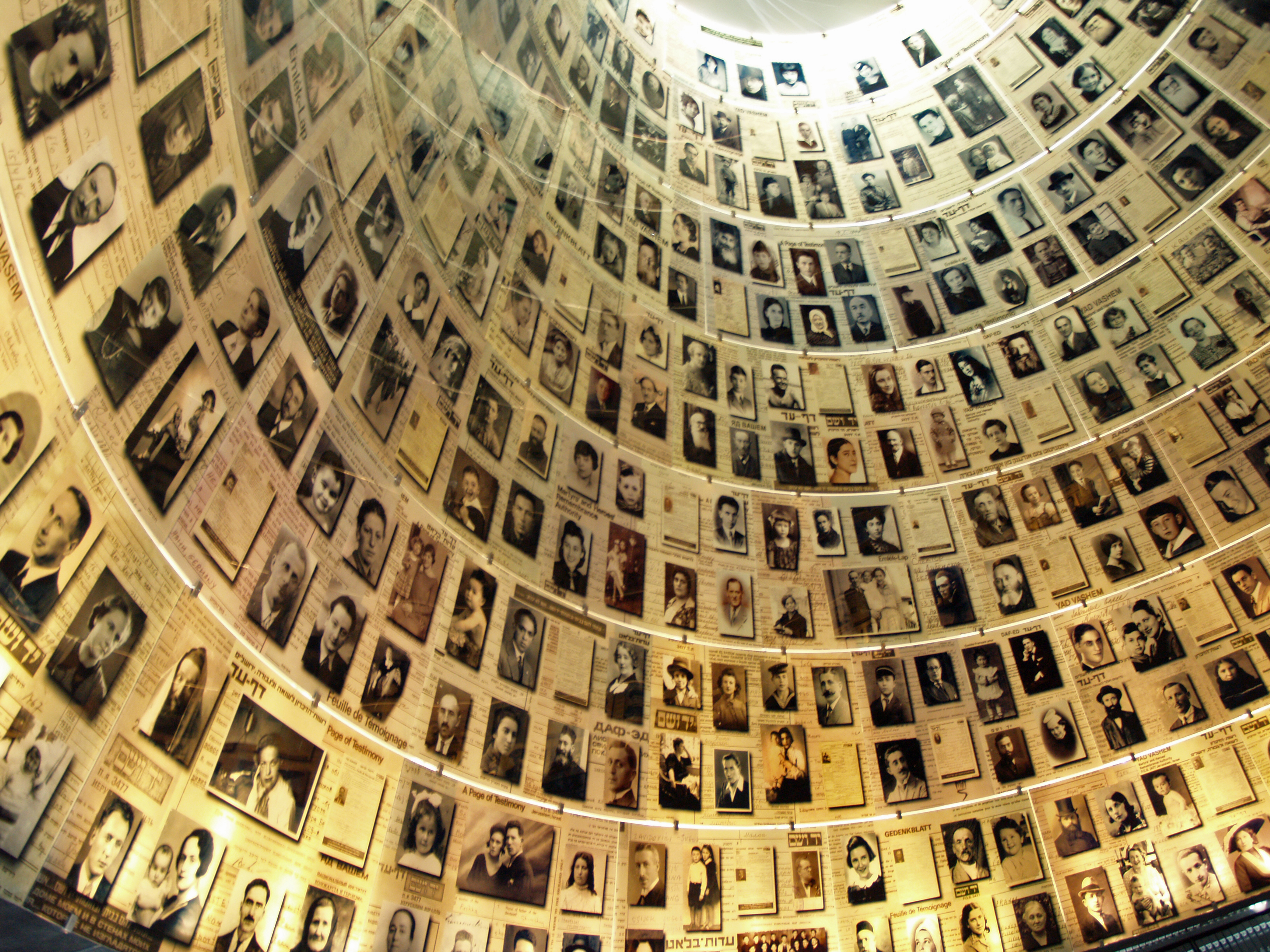
Le Hall des noms
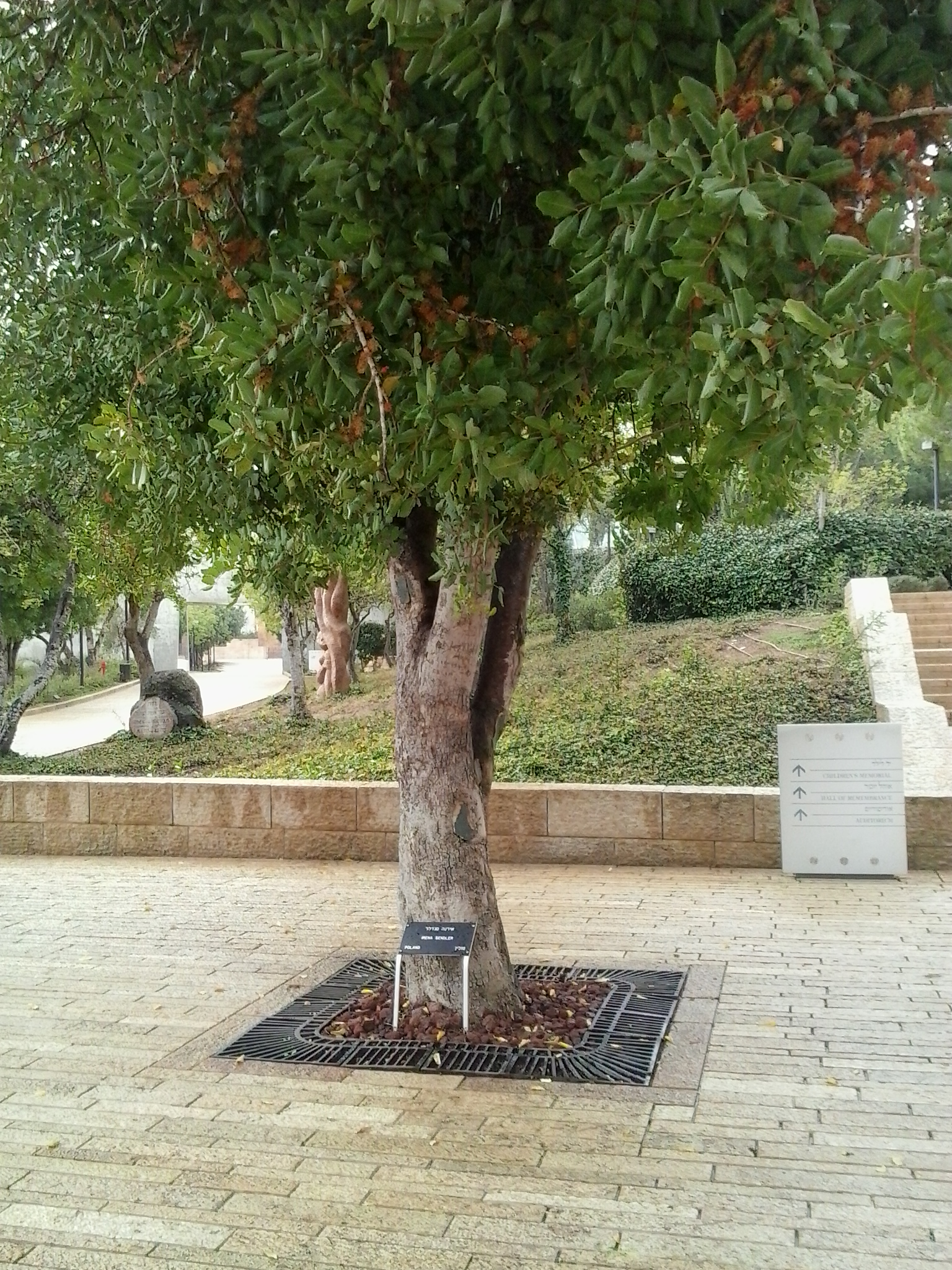
Arbre, mémorial honorant Irena Sendlerowa.
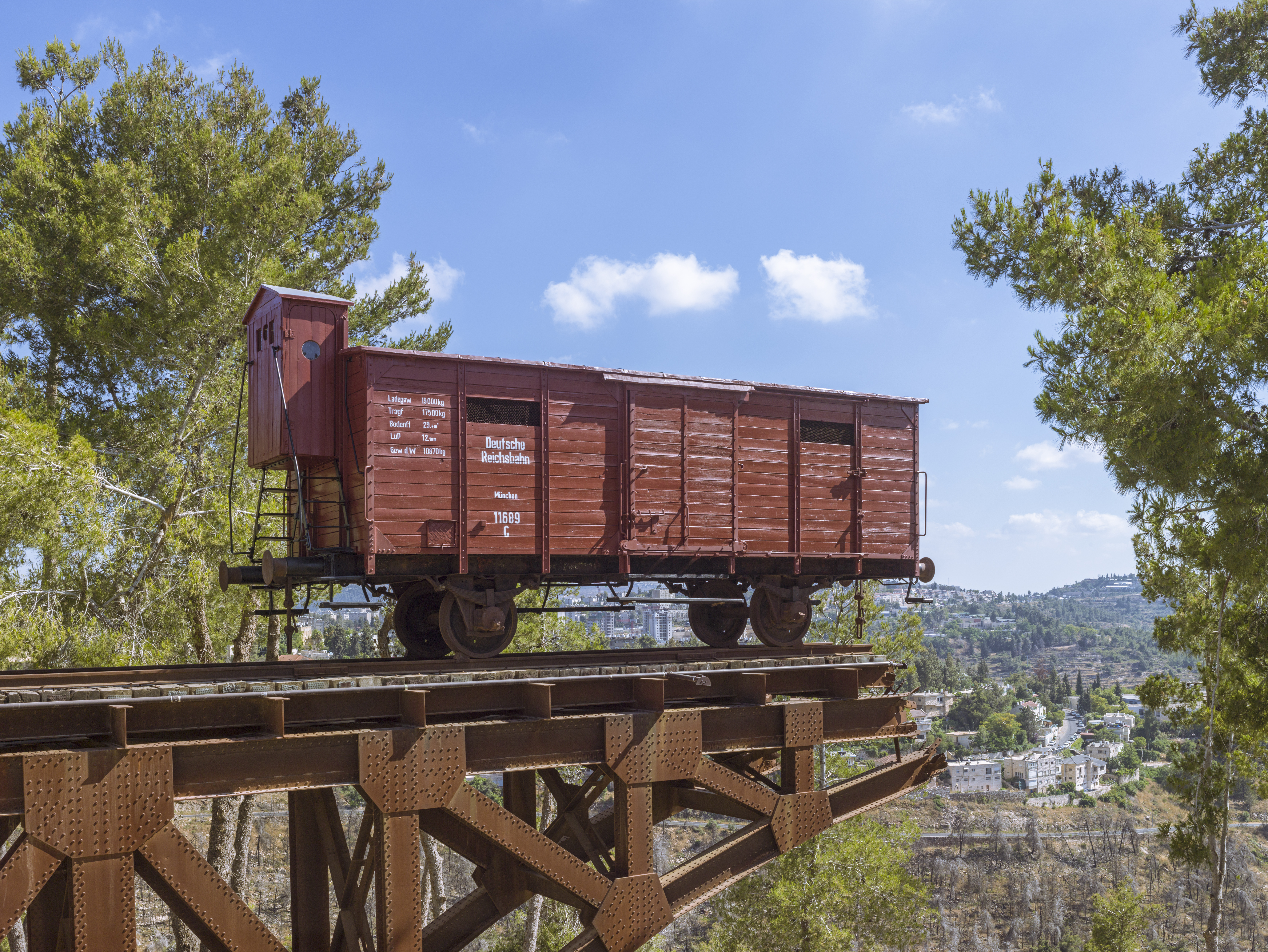
Wagon de la Deutsche Reichsbahn exposé à Yad Vashem.
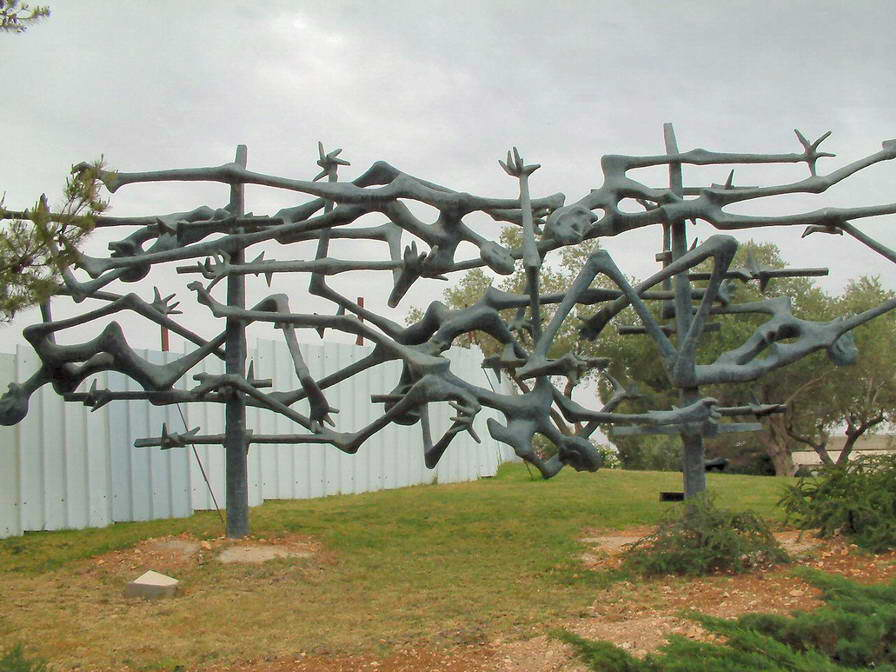
Une des sculptures du mémorial. Une sculpture semblable est exposée au camp de concentration de Dachau.
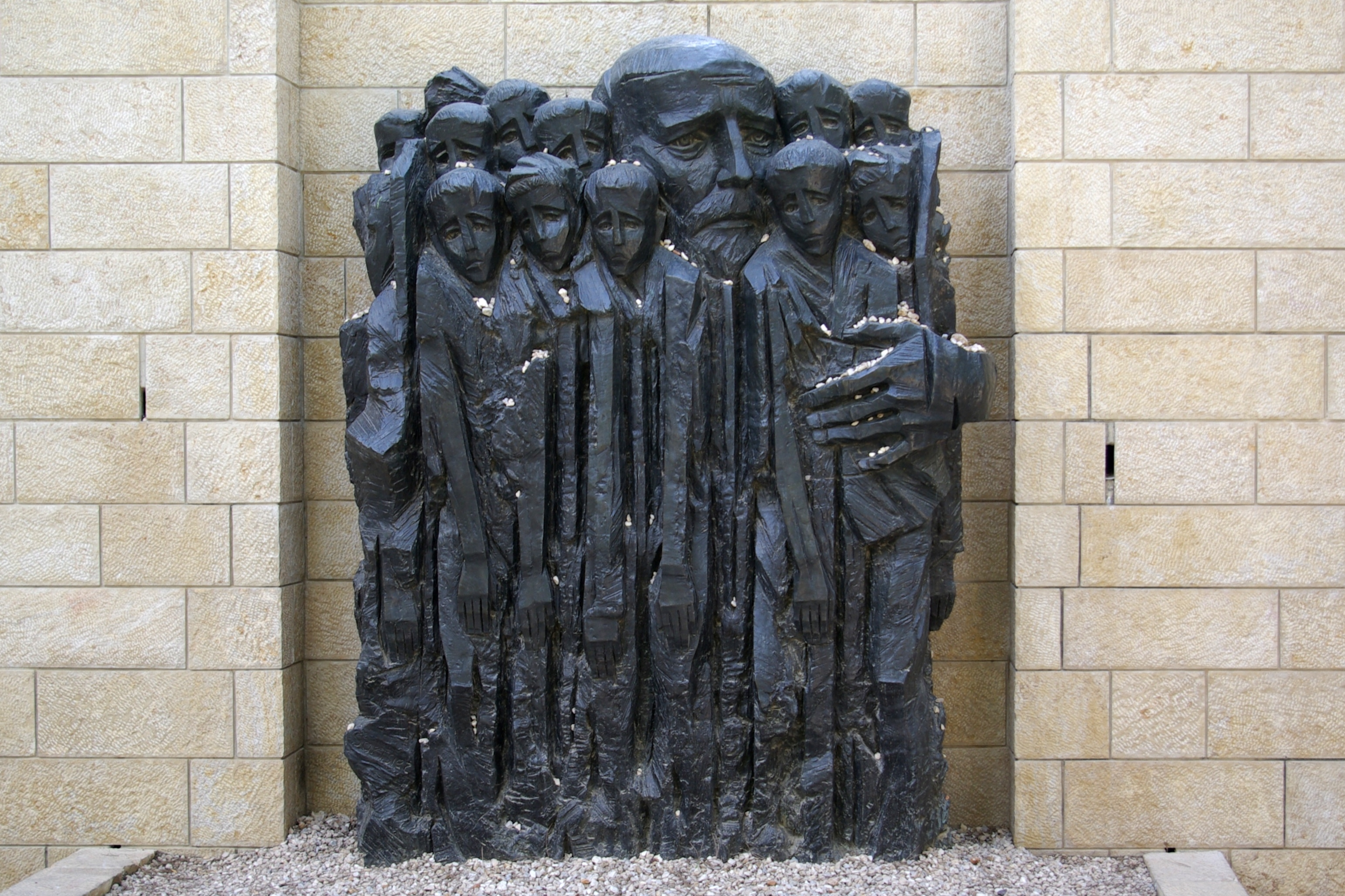
Sculpture à la mémoire de Janusz Korczak, tué avec ses élèves à Treblinka.